# NXT TakeOver: Rival
NXT TakeOver: Rival was een professioneel worstel- en WWE Network evenement dat georganiseerd werd door WWE voor hun NXT brand. Het was de 4e editie van NXT TakeOver en vond plaats op 11 februari 2015 in het NXT'S thuis arena, Full Sail University in Winter Park, Florida.

## Matches
| Nr. | Match                                                         | Winnaar(s)       | Opmerkingen                                                                 | Bron  |
| --- | ------------------------------------------------------------- | ---------------- | --------------------------------------------------------------------------- | ----- |
| 1   | Hideo Itami vs. Tyler Breeze                                  | Hideo Itami      | Eén-op-één match.                                                           | [ 2 ] |
| 2   | Baron Corbin vs. Bull Dempsey                                 | Baron Corbin     | No Disqualification match.                                                  | [ 2 ] |
| 3   | Blake & Murphy (c) vs. The Lucha Dragons (Kalisto & Sin Cara) | Blake & Murphy   | Tag team match voor het NXT Tag Team Championship.                          | [ 2 ] |
| 4   | Finn Bálor vs. Adrian Neville                                 | Finn Bálor       | Eén-op-één match om Number 1 Contender te worden voor het NXT Championship. | [ 2 ] |
| 5   | Sasha Banks vs. Charlotte (c) vs. Bayley vs. Becky Lynch      | Sasha Banks (nc) | Fatal 4-Way match voor het NXT Women's Championship.                        | [ 2 ] |
| 6   | Kevin Owens vs. Sami Zayn (c)                                 | Kevin Owens (nc) | Eén-op-één voor het NXT Championship,                                       | [ 2 ] |